# 北大手駅
北大手駅（きたおおてえき）は、かつて長野県上田市に存在した上田交通真田傍陽線の駅。真田傍陽線の廃線と同時に廃駅となった。

## 概要
開業時に上田市市街地に設置された5駅のひとつである。駅が設置された当時の地名は、長野県上田市片平町（現在は同市大手一丁目）だった。
駅舎を備えた駅員配置駅であり、駅員が切符を販売していた。ホームは線路の東側（真田・傍陽方面に向かって右側）に位置した。
隣駅の公園前駅は上田城址公園の最寄り駅として知られているが、この駅も上田城址公園の北口に近いため、ここで降りて公園に行く乗客も多かった。とりわけ北口は市営プール・市営動物園・遊園地に近かった。また、駅の近くには大きな病院が2つあり、通院のために利用する客もいた。
廃線後、駅舎は取り壊され会社の事務所が建設されたが、現在は食料品店となっている。ちなみに駅の廃止後は千曲バスの停留所となっているが、同線の廃止後に千曲バスのバス停留所となったのは公園前駅、当駅、そして次駅の上田花園駅である。

## 歴史
- 1927年（昭和2年）11月20日：開業。
- 1972年（昭和47年）2月19日：真田傍陽線の廃止に伴い、廃駅となる。

## 駅構造
地上駅であった。

## 隣の駅
上田交通
真田傍陽線
公園前駅 - 北大手駅 - 上田花園駅